# Skeczu z papugą nie będzie
Skeczu z papugą nie będzie – 20 lat Monty Pythona (Parrot Sketch Not Included – 20 Years of Monty Python) – pełnometrażowy film telewizyjny z 1989 roku w reżyserii Steve’a Martina nakręcony w dwudziestą rocznicę powstania grupy Monty Pythona. Film składa się z odpowiednio zmontowanych skeczów Latającego cyrku Monty Pythona i Monty Python’s Fliegender Zirkus.
W Polsce film emitowany był w TVP (w tłumaczeniu Magdaleny Balcerek) oraz wydany na kasecie VHS jako Bez martwej papugi (w tłumaczeniu Tomasza Beksińskiego). Skecz z papugą w tym filmie faktycznie się nie pojawia.

## Spis skeczy
- Wstęp Steve’a Martina
- Wilhelm Tell
- „Kupiec wenecki” w wykonaniu krów
- Animowana czołówka „Latającego Cyrku Monty Pythona”
- Głupawa Olimpiada
- Dennis Moore
- Film instruktażowy „Jak być niewidzialnym”
- Wybuchowa wersja walca „Nad pięknym, modrym Dunajem”
- Dennis Moore powraca
- „Światowe Forum” - Komunistyczny quiz
- Międzynarodowa Filozofia - mecz piłkarski pomiędzy niemieckimi i greckimi filozofami
- Gadka-szmatka
- Złota Era balonowa - Ferdynand von Zeppelin
- Komercyjna przyszłość owczego lotnictwa
- Animacja - Konrad Puchatek i jego tańczące zęby
- Skecz o architekturze
- Jak inaczej rozpoznać masona
- Ministerstwo głupich kroków
- Gonitwa Królowej Wiktorii
- Wiertła wolframowe
- Taniec z policzkowaniem rybami
- Człowiek z gronostajem przez głowę
- Animacja - Niemowlę
- Wybuchowa Pani Upierdliwa
- Łowcy komarów
- „Szczenięce lata” Sama Peckinpaha
- Doktor, którego pacjent został pchnięty nożem przez jego pielęgniarkę
- Szpital dla obłożnie chorych
- Pójdziemy do mnie?
- Fryzjer-rzeźnik
- „Piosenka drwala”
- Brygadier i biskup
- Zwiastun filmu wojennego
- Mielonka (Spam)
- Człowiek z magnetofonem w nosie
- Muzykalne myszy
- „Świat wokół nas” - Mysi problem
- Animacja - Morderczy budynek
- Dziennikarska rywalizacja
- Pianista w worku
- Kłótnia
- Animacja - „Dawid” Michała Anioła
- Hiszpańska Inkwizycja
- Nieproszeni goście
- Napisy końcowe
- Namorzyn Nieżyt Krtani (Raymond Luksusowy Jacht)
- Animacja - Szkodliwość oglądania telewizji
- Patafiany (Gumbies) „To był ubaw"
- Podsumowanie Steve’a Martina (Pythoni w szafie)